# 板わさ

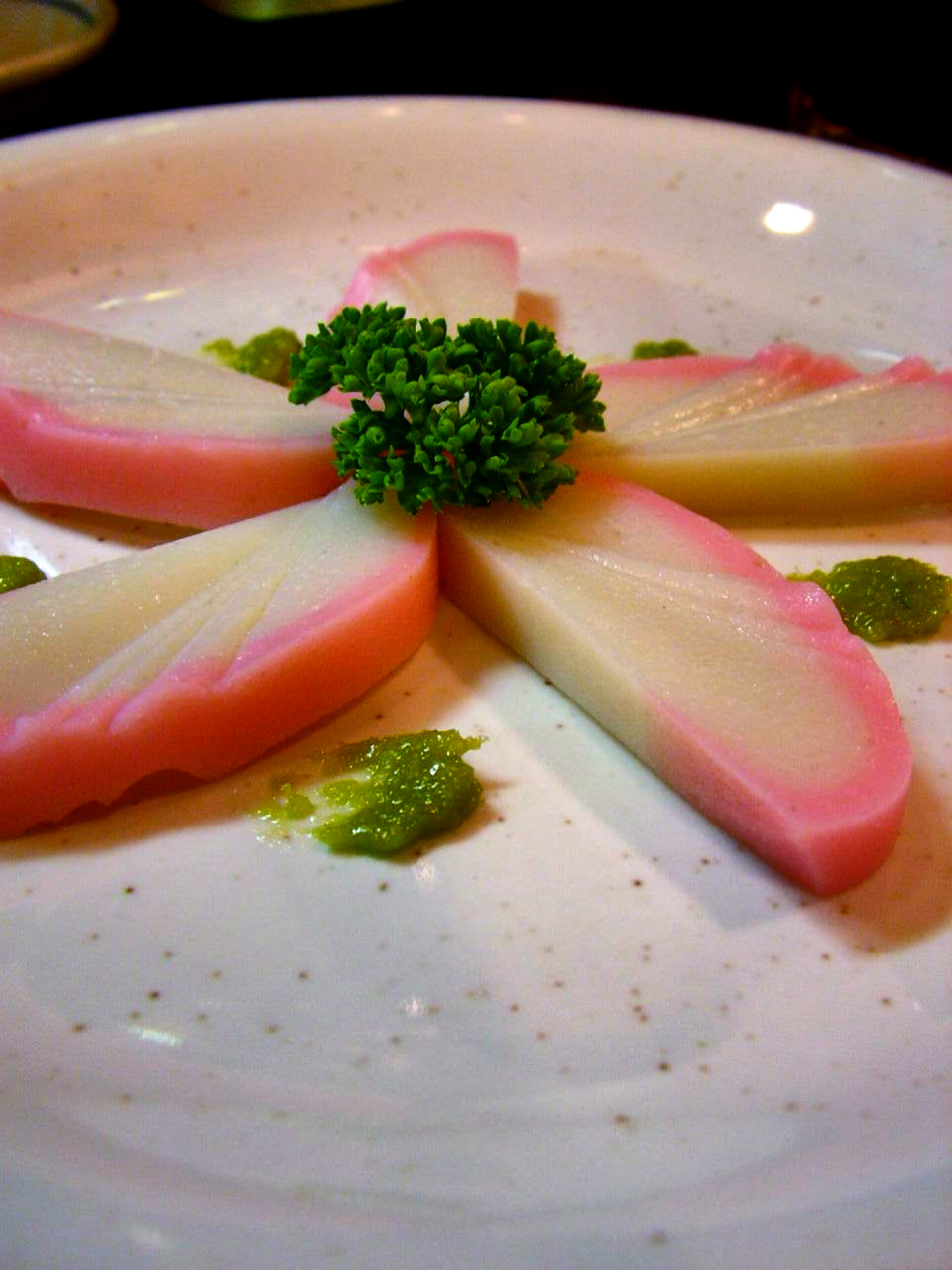
板わさ（築地）

板わさ（いたわさ）は、日本の料理の一つで、蒲鉾を薄く切ってワサビと醤油を添えたもの。刺身と同じように、蒲鉾にワサビと醤油を付けて食べる。

## 概要
名称は「板蒲鉾」と「ワサビ」に由来する。
蒲鉾を一番手軽に、かつシンプルに味わうことができる料理とされ、シンプルゆえに素材の味を堪能できる奥深い魅力を持つ。薄く切ると言っても蒲鉾の歯応えを楽しむため刺身より厚く切るのが良いとされる。また、醤油をつけないほうが蒲鉾本来の味を楽しめるという意見もある。
酒の肴、特に蕎麦屋での肴としてもお馴染みで、店によっては飾り切りがされていたり、ワサビや蒲鉾の質が異なるなど、ささやかながら特色がある。江戸風の流儀にこだわって一品メニューを排除し、この板わさなどの数品のみ用意している蕎麦屋もある。日本酒に合うとされ、大吟醸は華やかな香味で魚の上品な風味が押されるため、シンプルに蒲鉾の味を楽しむためには本醸造酒が良いとされる。ほかに、ワサビをつけた蒲鉾は辛口の白ワインのほうが旨味を引き出せるという意見もある。蒲鉾には人体に必要な20種類のアミノ酸がすべてバランスよく含まれていることから、これらを食べた状態で酒を飲むと、エタノールの分解の効率が良く、体に優しい酒の肴だとする説もある。
飯に合う定番の惣菜の一つでもあり、旅館の和朝食の惣菜や、忙しい朝の飯の友としても重宝されている。